# George Nugent-Temple-Grenville, 1.º Marquês de Buckingham
George Nugent-Temple-Grenville, 1.º Marquês de Buckingham KG KP PC (17 de junho de 1753 - 11 de fevereiro de 1813) foi um advogado e político britânico.
Filho de George Grenville e, portanto, irmão de William Wyndham Grenville, Barão Grenville, foi educado em Eton College e em Christ Church, em Oxford com seus irmãos e alguns de seus futuros colaboradores e outros políticos britânicos de destaque, como John West, 2.º Conde De La Warr, John Fane, 10.º Conde de Westmoreland e William Fitzgerald, 2.º Duque de Leinster.
Em apenas dez anos, ele se tornou um membro do Parlamento representando Buckinghamshire.
Em 1782, ele foi nomeado Lord-lieutenant de Buckinghamshire, um membro do conselho privado do rei e Lord-Lieutenant da Irlanda e, em 1783, para proporcionar uma maior liberdade para os irlandeses, foi um dos tutores da Ordem de São Patrício e no mesmo ano tornou-se Secretário de Estado e inclinou-se contra o governo do primeiro-ministro Pitt.
Em 1755, casou-se com Lady Mary Nugent, filha de Robert Nugent-Temple, 1.º Visconde Clare.